# Nowa Huta (hromada Nowa Uszyca)
Nowa Huta (ukr. Нова Гута) – wieś na Ukrainie, w obwodzie chmielnickim, w rejonie kamienieckim. W 2001 liczyła 325 mieszkańców, spośród których 323 posługiwało się językiem ukraińskim, 1 białoruskim, a 1 ormiańskim.